# Arsaces II
Arsaces II was koning van de Parthen van 211 v.Chr. tot 191 v.Chr.. In oudere literatuur wordt Arsaces II ook wel aangeduid als Artabanus I, maar moderne historici duiden hem gewoonlijk aan als Asarces II.
Slechts twee jaar nadat Asarces II zijn vader Arsaces I was opgevolgd, trok de Seleucidische koning Antiochus III de Grote tegen hem ten strijde, met de bedoeling Parthië terug te veroveren en opnieuw bij het Seleucidische rijk te voegen. Antiochus wist de hoofdstad Hecatompylos in te nemen alsmede het gebied van Hyrcania rondom de stad Tambrax en de belangrijke steden Ekbatana en (na een beleg) Syrinx. Zo wist hij grote delen van Parthië te onderwerpen. In 206 bracht Asarces Antiochus echter een nederlaag toe in de vallei van Kabul, waardoor Antiochus de Parthische macht niet geheel kon breken. Antiochus was gedwongen vrede te sluiten met Arsaces en hem toe te staan zijn koninklijke waardigheid te behouden.